# Millinocket (Maine)
Millinocket es un municipio ubicado en el condado de Penobscot, Maine, Estados Unidos. Tiene una población estimada, a mediados de 2021, de 4084 habitantes.

## Geografía
Está ubicado en las coordenadas 45°38′59″N 68°40′58″O / 45.64972, -68.68278 (45.649617, -68.682783). Según la Oficina del Censo de los Estados Unidos, tiene una superficie total de 47.17 km², de la cual 41.19 km² corresponden a tierra firme y 5.98 km² son agua.

## Demografía
Según el censo de 2020, en ese momento había 4114 personas residiendo en la localidad. La densidad de población era de 99.9 hab./km². El 94.53% de los habitantes eran blancos, el 0.24% eran afroamericanos, el 0.68% eran amerindios, el 0.41% eran asiáticos, el 0.10% eran de otras razas y el 4.04% eran de una mezcla de razas. Del total de la población, el 1.00% eran hispanos o latinos de cualquier raza.